# Ще не вечір (фільм, 1974)
«Ще не вечір» (рос. «Ещё не вечер») — російський радянський художній фільм 1974 року кінорежисера Миколи Розанцева.

## Сюжет
15-річною дівчинкою, під час німецько-радянської війни Інна Ковальова пішла працювати на завод. З заводом пов'язане все її життя. Вона погодилася стати майстром дільниці і їй нелегко вдалося налагодити відносини в бригаді після попереднього майстра. Одна з її подруг, з якими вона пропрацювала 30 років разом, звільнена за зловживанням алкоголем, інша після конфлікту переходить в інший цех. Безпосередній начальник Інни — Андрій Павлов, вдівець з дорослою дочкою, який намагався до неї залицятися ще в юності, знову виявляє до неї інтерес, а з чоловіком, який тільки грає в доміно і дивиться футбол по телевізору, немає ніякої духовної близькості. Інна докладає величезних зусиль і в бригаді нарешті з'являється почуття спільної справи, повертаються в бригаду і її подруги Тамара і Зінаїда. І в цей момент начальство сповіщає бригаду про те, що їх достроково переводять в новий цех, який розташований далеко від прохідної, але ті, хто захоче, можуть залишитися в старому приміщенні і будуть працювати вже з іншими людьми. Кожному в бригаді належить зробити вибір.

## У ролях
- Інна Макарова —  Інна Вікторівна Ковальова
- Кирило Лавров —  Андрій Андрійович Павлов
- Маргарита Гладунко —  Тамара Шевелькова
- Римма Маркова —  Зінаїда Вороніна
- Ольга Маркіна —  Олександра Жигалкина
- Галина Гальченко —  Світлана Павлова
- Юрій Горобець —  Петро, чоловік Інни
- Маргарита Сергєєчева —  Олена, дочка Шевелькова
- Євген Герасимов —  Альоша Ковальов, син
- Любов Малиновська —  Поля
- Анна Твеленьова —  Люба
- Лариса Буркова —  Валя
- Лілія Гурова —  Клава Семикіна
- Тетяна Конюхова —  Любов Петрівна
- Віктор Запорозький —  Вася
- Василь Корзун —  Олександр Іванович
- Людмила Макарова —  медсестра в реєстратурі пологового будинку
- Борис Рижухін —  Василь Петрович
- Олена Андерегг —  художниця Ніколаєва
- Любов Тищенко —  Катя Попова

## Знімальна група
- Автор сценарію:  Майя Ганіна
- Режисер:  Микола Розанцев
- Оператор:  Олександр Чіров
- Композитор:  Микола Червінський
- Художник:  Олексій Федотов